# ГЕС-ГАЕС Роб'єй
ГЕС-ГАЕС Роб'єй (італ. Robiei) — гідроелектростанція на південному сході Швейцарії. Одна з двох станцій верхнього ступеня гідровузла Маджія, створеного в сточищі однойменної річки (права притока Тічино, що впадає у середню ділянку останньої — озеро Маджоре).
Ресурс для роботи станції накопичується одразу в кількох водоймах, розташованих у Лепонтинських Альпах біля витоків Маджії:
- Водосховище Лаго-дель-Нарет (італ. Lago-del-Naret) площею поверхні 0,73 км² та об'ємом 31 млн м³, створеному на самій Маджії за допомогою бетонної аркової греблі заввишки 80 метрів та завдовжки 440 метрів, на спорудження якої пішло 303 тис. м³ матеріалу. Крім того, існує допоміжна гравітаційна гребля Naret II висотою 45 метрів та довжиною 260 метрів, на спорудження якої пішло 69 тис. м³ матеріалу[1][2].
- Розташоване в 5 км на південний захід водосховищі Лаго-дей-Каваньолі[en] (італ. Lago-dei-Cavagnoli) площею поверхні 0,46 км² та об'ємом 29 млн м³, створене на витоку Бавони (права притока Маджії) за допомогою бетонної аркової греблі заввишки 111 метрів та завдовжки 320 метрів, на спорудження якої пішло 223 тис. м³ матеріалу[3].
- Розташоване між двома попередніми озерами Сфундау площею поверхні 0,13 км² та об'ємом 4,3 млн м³, яке знаходиться дещо вище них — 2386 та 2310 метрів над рівнем моря відповідно — та первісно дренувалося природним шляхом за допомогою підземного стоку.

Дериваційна система довжиною 7 км, що з'єднує три зазначені водойми та має чотири додаткові водозабори із місцевих струмків, продовжується від Лаго-дей-Каваньолі далі на південь до машинного залу, спорудженого поблизу водосховища Лаго-ді-Роб'єй. Останнє створене на лівобережжі однієї з приток Бавони Ріале-ді-Роб'єй (італ. Riale-di-Robiei) за допомогою гравітаційної греблі заввишки 68 метрів та завдовжки 360 метрів, на спорудження якої пішло 180 тис. м³ матеріалу. Ця водойма площею поверхні 0,24 км² та об'ємом 6,9 млн м³ знаходиться значно нижче попередніх (1940 метрів над рівнем моря) та виконує для станції Роб'єй роль нижнього резервуара при її роботі в режимі гідроакумуляції. Крім того, звідси здійснюється постачання ресурсу на другий ступінь гідровузла ГЕС Бавона.
Машинний зал обладнано чотирма оборотними турбінами типу Френсіс потужністю по 40 МВт та ще однією звичайною турбіною того ж типу потужністю 25 МВт, які працюють при напорі до 370 метрів (середній 338 метрів). Можливо відзначити, що станція Роб'єй є найпотужнішою у гідровузлі Маджія саме завдяки її гідроакумулюючій функції, тоді як виробництво електроенергії за рахунок природного припливу становить лише 30,4 млн кВт·год електроенергії на рік.
Як і інші об'єкти гідровузла Маджія, Robiei керується дистанційно з диспетчерського центру Локарно.